# أن جونغ هوا
أن جونغ هوا (من مواليد 20 فبراير 1981) هي لاعبة كرة يد كورية جنوبية التي شاركت في الألعاب الأولمبية الصيفية 2008.
في عام 2008 فازت بالميدالية البرونزية مع منتخب كوريا الجنوبية لكرة اليد للسيدات.

## روابط خارجية
- أن جونغ هوا على موقع اللجنة الأولمبية الدولية (الإنجليزية)
- أن جونغ هوا على موقع أوليمبيديا (الإنجليزية)